# Helgeandsmordet
Helgeandsmordet är en detektivroman i  Stockholmsmiljö av Jan Mårtenson utgiven 1973 på Askild & Kärnekulls förlag.
Det är den första boken i serien om antikhandlaren Johan Kristian Homan.

## Handling
Johan Kristian Homan är en medelålders man som driver en antikhandel i Gamla stan i Stockholm och har vid några tillfällen hjälpt polisen klara upp diverse brott. En regnig dag kommer en ung kvinna vid namn Viveka Berger in i hans butik med en gammal tavla. Hon är inte ute efter att sälja den utan berättar istället en egendomlig historia för Homan; att hon vid flera tillfällen då hon kommit hem från jobbet hört ett stycke av Chopin spelas i ett av rummen i hennes lägenhet och att volymen på musiken gradvis minskat för att till sist tystna helt då hon kommit in i rummet - varpå hon sett sig själv ligga död med en förgylld pistol i handen - en pistol som hon påstår att hennes mor använt för att begå självmord med - under en al på målningen. Bilden av henne själv har alltid på något mystiskt sätt försvunnit varje gång efter att hon lämnat rummet. Hon ber Homan att undersöka målningen, men han kan inte finna några som helst konstigheter med den. Homan oroar sig över Vivekas mentala hälsa medan hon själv anar att det är någon i hennes familj som är ute efter henne. Hon visar även upp ett brev hon nyligen fått - ett brev från hennes far, som varit död sedan tio år. Hon påstår att brevet är skrivet i sin fars handstil, men Homan är övertygad om att brevet är förfalskat.
Viveka ska snart ha fest tillsammans med sin närmsta släkt och inbjuder Homan så att han kan bilda sig en uppfattning om hennes familj och samtidigt försöka snappa upp ledtrådar som kan leda till den person som fifflat med tavlan. Homan accepterar inbjudan och under festen verkar Berger vara en helt vanlig överklassfamilj - tills Viveka upptäcker att en liten förgylld pistol ligger vid hennes plats på bordet. Alla bevittnar händelsen men ingen utom Viveka reagerar.
Efter middagen ber Vivekas syster Margareta att få prata med Homan privat. Hon berättar för Homan att Viveka länge haft psykiska problem, trott att hennes far aldrig älskat henne och att hon vid flera tillfällen försökt ta livet av sig. Vidare berättar hon att deras mor inte alls tagit sitt liv utan istället dött av lunginflammation strax efter att Viveka fötts. 
Homan vet inte längre vad han ska tro, men fortsätter att umgås med familjen Berger. Snart börjar fler underliga saker inträffa och Vivekas bror hittas mördad och det råder inget tvivel om att mordvapnet är den förgyllda pistol som Viveka har i sin ägo. Men är Viveka verkligen en mördare? Eller finns det någon som är ute efter henne, och varför i så fall?